# Château des Arcis (Le Buret)
Pour les articles homonymes, voir Arcis.
Le château des Arcis est situé sur la commune de Meslay-du-Maine, dans le département de la Mayenne.

## Histoire
Mentionné au XIVe siècle. Au siècle suivant il a appartenu à la famille de Cervon jusqu'au XVIIIe siècle. Après être passé entre différentes familles, à la fin du XIXe siècle il entre dans la famille Raguenet de Saint-Albin jusqu'en 2003. Depuis lors il a de nouveaux propriétaires,.
Le monument fait l’objet d’une inscription au titre des monuments historiques depuis le 28 février 2006.

## Architecture et extérieurs
La demeure des Arsis a grand air avec sa vaste cour, sur deux côtés de laquelle se développent l'édifice principal au fond et, à gauche, les bâtiments annexes, avec ses douves larges et profondes qu'alimente un double affluent du Paul-Martin (ruisseaux de Laurière et des Arsis). 
Sur les jardins, la façade est imposante. Le pavillon isolé qui commande l'entrée de la cour, construction du XVe siècle ou du XVIe siècle, comprend au rez-de-chaussée une salle voûtée à nervures,  convertie au XIXe siècle en chapelle domestique. On doit remarquer dans la chapelle actuelle d'admirables boiseries du XVIe siècle, qu'on dit provenir de l'église de Préaux.
Il est flanqué d'une tour avec toiture en contrecourbe. Charles de Cervon embellit, dans les premières années du XVIIe siècle, sa demeure de plusieurs allées plantées de beaux arbres, et fit construire au bout de l'une d'elles, vers Meslay, une chapelle de Saint-Sébastien.
Le château a reçu au XIXe siècle par les soins de M. Raguenet de Saint-Albin,  et sous la direction de Louis Garnier, des transformations, spécialement par la construction d'un pavillon dans l'angle des deux corps de logis. Les travaux exécutés à la fin du XIXe siècle ont permis de constater que des tours extérieures ont été détruites, dont les fondations se voient au fond des douves. Les vestiges d'une tourelle à pans coupés se retrouvent aussi en partie, noyés en pleine construction entre la cuisine et la salle à manger. Le pavillon ou donjon avec le grand bâtiment contenant les remises et écuries, datant de l'époque de Charles de Cervon, sont les spécimens à peu près intacts de l'ancien château des Arsis.

## Chapelles
Un premier bénéfice fut fondé le 1er mars 1412 par Jean Nepveu, dans l'église de Meslay, où Jean Nepveu, son père, était enterré, en exécution des intentions de Macé Courtin, son aïeul, avec charge de trois messes par semaine et affectation d'une rente de 10 l. sur les Pins de Saint-Pierre-sur-Erve, et sur la Réhorie en Saulges. 
Le décret d’Adam Châtelain, évêque du Mans, est du 26 juillet 1413. La chapellenie fut augmentée de deux messes hebdomadaires, le 28 octobre 1557, par Simon de Cervon et Françoise de Bouillé Quand Charles de Cervon eut fait bâtir au nord de son château sa chapelle, ornée des trois autels de saint Sébastien, de Notre-Dame et de la Sainte-Croix, enrichie des reliques de saint Sébastien, de sainte Émérance, de saint Laurent et de saint Aignan, que lui avaient procurées son parent et ami, dom Jean Girard, prieur claustral de l'abbaye de Saint-Calais et curé de Notre-Dame de la même ville, il y fit transférer tous les services qui s'acquittaient à l'autel Saint-Sébastien de l’église paroissiale. 
Une bulle de Paul V (2 juin 1612) accordait une indulgence plénière à tous ceux qui visitaient la chapelle le jour de la Saint-Sébastien, et Charles de Beaumanoir, après l'avoir consacrée solennellement le 25 septembre 1615, en présence de toute la noblesse du pays et d'une multitude innombrable, y donna la confirmation à un grand nombre de fidèles. Le caveau de la famille était à l'entrée du sanctuaire.

### Chapelains
- Hamelin Lebouvier, 1413.
- Pierre de la Barre, † 1508.
- Michel Journeil, 1508.
- René Aveline, 1514 † 1524.
- René des Écotais, 1524.
- Jean Pottier, curé de Sainte-Anne de la Guierche.
- Robert Boude, de Paris, 14 mars 1529, 17 octobre 1533.
- René des Écotais, curé de Saint-Benoît-sur-Sarthe, † 1555.
- Thomas de Cervon, chapelain de la Gesbardière à Notre-Dame du Pé, 1561.
- Adam des Écotais, 1565.
- Thomas de Cervon, alors curé de Meslay, 1565.
- Pierre Lemaçon, 1575.
- Jacques Apremont, curé de Meslay, résigne, 1630.
- Léonard de Cervon, † 1659.
- Philippe-Emmanuel de Cervon, † 1687.
- Jean Bodin, prieur de Champgeneteux, curé de Brecé, aumônier du roi, † 1698.
- René Gaultier, † 1703.
- Germain Bouttier, prêtre de Grazay, † 1737.
- Jacques Le Gendre, 1738.
- Joseph Dupin, vicaire de Deux-Évailles.

## Liste des seigneurs
- Robert Le Vexel, chevalier, seigneur aussi de la Rochère et du Tertre de Vimarcé, 1363, mari de Marguerite Frézeau, donna les Arcis en partage à Perronnelle Le Vexel, sa sœur aînée, mariée à Macé Courtin, seigneur de Soulgé-le-Courtin.
- Marguerite Courtin, issue de ce mariage, épousa Jean Nepveu, seigneur de Clavières, du fief de Rochefaiteau, du Bois-Rousseau et de Beauvais, qui eut aussi les Arcis.
- Jean Nepveu, héritier vers 1391, mari de Jeanne de la Roche, laissa pour héritière principale Marie Nepveu, femme de Guillaume de Cervon, dont la famille devait garder les Arcis jusqu'à son extinction.

### Famille de Cervon
- Hector de Cervon, fils aîné, était en 1459 « bachelier en loys, escollier estudiant en l'université d'Angers » ; les titres de Bellebranche le montrent encore vivant en 1505. Marié d'abord à Olive de Thévalles, puis à Anne de Boisjourdan, il laissa les Arcis à Guyon de Cervon, issu du second mariage, lequel épousa, le 13 avril 1501, Françoise des Écotais, fille de Michel des Écotais, seigneur de la Chevalerie, et de Roberde de Champagnette ; il vivait en 1542.
- Simon de Cervon, fils aîné, eut les Arcis, et, par suite de son mariage avec Françoise de Bouillé, fille de Charles de Bouillé et de Julienne de la Corbière, Assé-le-Béranger et la Corbière, en Saint-Thomas-de-Courceriers.
- Après la mort de François de Cervon, son frère aîné, marié à Marie d'Andigné, vers 1565, Charles de Cervon hérita de tous les biens de la famille dont il fut le plus opulent et le plus célèbre représentant ; marié à Christophette de la Chapelle-Rainsouin, 1574, il mourut le 18 juillet 1622.  La succession de Guyon de Cervon se régla en 1550 entre Simon, Thomas, Perrine, Marie, Françoise, Catherine de Cervon. Charles de Cervon partage ses puînés : Perrine, Jacquine, Thomas, curé de Meslay, Antoinette, le 10 avril 1574. Françoise de Bouillé, leur mère, vivait encore.
- René de Cervon, fils aîné, fit ériger, par acte du 16 juillet 1629, les Arcis en baronnie, y ajouta les terres de la Cropte et de la Rochère par acquisition, et celle du Taillis près Vitré par son mariage avec Catherine de Vauclin, fille d'André de Vauclin et de Gillette de Sévigné ; il mourut le 3 janvier 1635.
- Urbain de Cervon, fils et héritier principal, gentilhomme ordinaire de la chambre du roi, amena aux Arcis le 21 février 1637 « madame la baronne », Charlotte Harel, fille de N. Harel et de Françoise de la Blinaye, qu'il venait d'épouser en Bretagne, laquelle se remaria en 1655 avec N. de Poncery, mourut aux Arcis et fut inhumée dans la chapelle le 29 janvier 1701.
- Le fils aîné, Joseph de Cervon, maria « heureusement en sa personne[9], la noblesse du rang qu'il tenait de sa naissance à celle de la justice qu'il a embrassée dans une cour souveraine (le Parlement de Bretagne) dont la plupart des officiers sont des personnes de condition relevée. » Marié dès 1658 à Rennes avec Claude de Vollant, il épousa en secondes noces Françoise-Thérèse de Champion, qui demeurait à Paris après la mort de son mari, 1686. Le 9 juillet 1662, Joseph de Cervon, conseiller au parlement de Rennes, épousa, en secondes noces, à N.-D. de Guingamp, Catherine Moysan, veuve de Jean Lefebvre, aussi conseiller au parlement.
- Catherine de Cervon, veuve de Pierre de la Dufferie, avait porté la fortune de la famille à Jean-Baptiste de Montesson et vivait encore avec lui en 1721. Jean-Baptiste de Montesson mourut à Paris (25 avril 1731) et fut inhumé dans l'église de St-Cosme et St-Damien. Le mariage de Catherine de Cervon et de Jean-Baptiste de Montesson eut lieu le 25 octobre 1685 par contrat devant Guillaume Chardon, notaire au Buret.

### Famille de Montesson

Armes des Montesson : d'argent à 3 quintefeuilles d'azur

- Jean-Baptiste de Montesson, son fils aîné, seigneur des Arcis, mort également à Paris dans la nuit du 30 au 31 juillet 1769, voulut être inhumé dans sa chapelle de Saint-Sébastien ; son corps y fut déposé le 8 août après un service solennel dans l'Église Saint-Pierre de Meslay-du-Maine[10]. Jean-Baptiste de Montesson (1687-1769), est le mari de Charlotte Jeanne Béraud de La Haye de Riou, maîtresse en titre de Louis-Philippe d'Orléans.

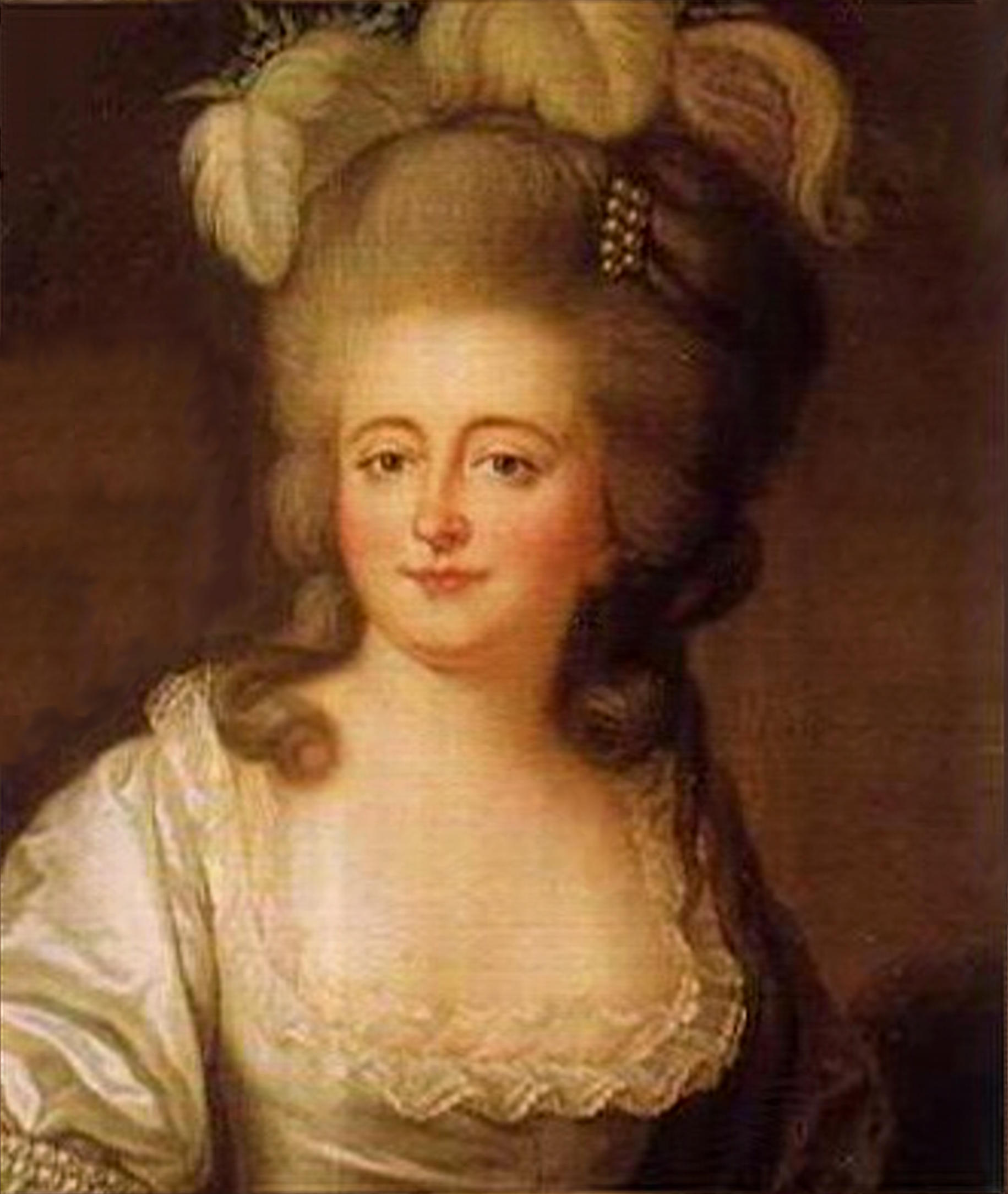
Madame de Montesson par Élisabeth Vigée-Lebrun, vers 1779.

### Famille Duchemin, Avril de Pignerolle
- Les Arcis compris dans la succession de ce dernier représentant de la branche aînée des Montesson, et qui jusque-là s'étaient toujours transmis par héritage, furent vendus pour la première fois à Joseph Duchemin, riche banquier de Laval, fils de Pierre Duchemin, sieur de la Jarossaie, et de Renée Coustard, marié, le 30 mai 1735, à Jacquine-Renée Coustard.
- Marcel Avril de Pignerolle devint seigneur des Arcis par son mariage avec Jacquine-Anne Duchemin. Au mois de mars 1793, Madame Duchemin de la Jarossaie, veuve de Rousseau de Montfrand, sachant que l’on voulait saisir le domaine des Arcis, sous prétexte de l'émigration de son fils, déclara que ces biens étaient de ses propres par partage du 16 mai 1773 fait entre elle et  Marcel Avril de Pignerolle, son beau-père. Le mariage de Marcel Avril de Pignerolle avec Mlle Jacquine Duchemin est du 19 mai 1763. Il était veuf quand il acquit, le 20 septembre 1775, les Arsis en commun avec Joseph Rousseau de Monfrand, époux de Marie Duchemin de la Jarossaie.
- Le domaine des Arcis fut conservé, mais revint à la famille de Pignerolle qui le possèdait encore à la fin du XIXe siècle.
- Arsène Avril de Pignerolles (1745, mort au château des Arcis en 1815)[réf. nécessaire].
- Arsène II Marie Avril de Pignerolle (1786-1834), homme politique.
- Charles Marcel Avril de Pignerolles (1813-1887), peintre du néo-classicisme

### Sources partielles
- « Château des Arcis (Le Buret) », dans Alphonse-Victor Angot et Ferdinand Gaugain, Dictionnaire historique, topographique et biographique de la Mayenne, Laval, A. Goupil, 1900-1910 [détail des éditions] (BNF 34106789, présentation en ligne)